# Handball Sassari 2025-2026
Questa pagina raccoglie i dati riguardanti la Raimond Handball Sassari nelle competizioni ufficiali della stagione 2025-2026.

## Mercato

### Sessione estiva
| Acquisti | Acquisti          | Acquisti          | Acquisti   | Acquisti |
| R.a      | Nome              | da                | Modalità   |          |
| -------- | ----------------- | ----------------- | ---------- | -------- |
| TS       | Octave Touvrey    | Dreux-Vernouillet | definitivo |          |
| C        | Albin Järlstam    | Riihimäki Cocks   | definitivo |          |
| TD       | Alfonso Didone    | Lanzara           | definitivo |          |
| PV       | Raul Bargelli     | Dreux-Vernouillet | definitivo |          |
| TS       | Rohnan Conte-Prat | Pays d'Aix        | definitivo |          |
| C        | Gualther Furtado  | Cisne             | definitivo |          |
| PV       | Marco Campagna    | Sarrebourg        | definitivo |          |
| P        | Federico Mihail   | Haenna            | definitivo |          |
| TS       | Ignacio Bennardo  | Colegio Ward      | definitivo |          |

| Cessioni | Cessioni       | Cessioni      | Cessioni       | Cessioni |
| R.       | Nome           | a             | Modalità       |          |
| -------- | -------------- | ------------- | -------------- | -------- |
| TS       | Alex Coppola   | Brixen        | definitivo     |          |
| PV       | Enrico Aldini  | Cuenca        | definitivo     |          |
| C        | Bruno Brzić    | Brixen        | definitivo     |          |
| TD       | Malandrin      | Black Devils  | definitivo     |          |
| TS       | Dino Hamidović | svincolato    | fine contratto |          |
| AD       | Umberto Bronzo | svincolato    | fine contratto |          |
| PV       | Mohammed Miri  | Chiaravalle   | definitivo     |          |
| TD       | Aaron Codina   | Junior Fasano | definitivo     |          |

## Rosa 2025-2026

### Giocatori
| N° | Naz.                  | Ruolo | Sportivo          | Anno |  |  |
| -- | --------------------- | ----- | ----------------- | ---- |  |  |
| 1  | Italia (bandiera)     | P     | Giovanni Pavani   | 2000 |  |  |
| 3  | Italia (bandiera)     | A     | Daniel Vidili     | 2006 |  |  |
| 4  | Italia (bandiera)     | T     | Alberto Mura      | 2005 |  |  |
| 5  | Italia (bandiera)     | A     | Giovanni Nardin   | 2000 |  |  |
| 7  | Italia (bandiera)     | PV    | Raul Bargelli     | 1999 |  |  |
| 8  | Francia (bandiera)    | T     | Octave Touvrey    | 2003 |  |  |
| 9  | Argentina (bandiera)  | T     | Ignacio Bennardo  | 2004 |  |  |
| 12 | Argentina (bandiera)  | P     | Federico Mihail   | 1992 |  |  |
| 13 | Italia (bandiera)     | A     | Andrea Delogu     | 2003 |  |  |
| 17 | Italia (bandiera)     | A     | Matteo Bomboi     | 1992 |  |  |
| 18 | Francia (bandiera)    | T     | Rohnan Conte-Prat | 1997 |  |  |
| 21 | Italia (bandiera)     | A     | Giovanni Delrio   | 2004 |  |  |
| 24 | Italia (bandiera)     | T     | Alfonso Didone    | 2006 |  |  |
| 44 | Capo Verde (bandiera) | T     | Gualther Furtado  | 1995 |  |  |
| 60 | Francia (bandiera)    | PV    | Marco Campagna    | 2003 |  |  |
| 67 | Svezia (bandiera)     | T     | Albin Järlstam    | 1995 |  |  |